# Cyclosorus liukiuensis
Cyclosorus liukiuensis là một loài dương xỉ trong họ Thelypteridaceae. Loài này được Masam. mô tả khoa học đầu tiên năm 1951.
Danh pháp khoa học của loài này chưa được làm sáng tỏ. 